# ثوم إس. راينر
ثوم إس. راينر (بالإنجليزية: Thom S. Rainer)‏ هو عالم عقيدة أمريكي، ولد في 16 يوليو 1955 في يونيون سبرينغز في الولايات المتحدة.

## وصلات خارجية
- الموقع الرسمي